# Varėna
Varėna anhörenⓘ (deutsch, veraltet: Warnen, polnisch Orany) ist Kernstadt und Sitz der gleichnamigen Rajongemeinde im Südosten Litauens in der Region Dzūkija. 
Sie hat 10.106 Einwohner und ist Teil und Sitz eines Amtsbezirkes (seniūnija) mit 15.120 Einwohnern innerhalb der Rajongemeinde mit 28.955 Einwohnern.

## Geschichte
Der Ort entstand an der Eisenbahnlinie Warschau – Vilnius – Sankt Petersburg als Teil von Senoji Varėna (Alt-Varena). Dieses hat mit seinen 1276 Einwohnern jetzt den Status eines separaten Dorfes im selben Amtsbezirk.
Der Ort (Alt-)Varėna wurde erstmals 1413 erwähnt. 
Nach dem Zerfall des Russischen Kaiserreiches war der Besitz von Varėna/Orany zwischen Litauen und Polen umstritten. Im unter Vermittlung des Völkerbundes zustandegekommenen Vertrag von Suwałki vom 7. Oktober 1920 verständigten sich beide Staaten – unter anderem – auf die Bedingungen der Nutzung des 1862 eröffneten Bahnhofs Varėna/Orany an der Petersburg-Warschauer Eisenbahn für den litauischen Bahnverkehr. Doch nur zwei Tage darauf brach Polen den Vertrag, polnische Truppen rückten im Polnisch-Litauischen Krieg auf Vilnius vor. Infolgedessen fiel Varėna / Orany an den kurzlebigen, polnisch dominierten Kleinstaat Litwa Środkowa (Mittellitauen), der sich 1922 Polen anschloss. So blieb Varėna / Orany bis zum Zweiten Weltkrieg polnisch. Als die Rote Armee im Juni 1940 in Litauen einmarschierte, besetzte sie auch das Gebiet des einstigen Litwa Środkowa und verleibte es der Sowjetunion (Litauische Sozialistische Sowjetrepublik) ein.
Seit April 2000 unterhält Varėna eine Städtepartnerschaft mit dem uckermärkischen Prenzlau. Bis zur litauischen Gerichtsreform 2018 bestand das Amtsgericht Varėna.

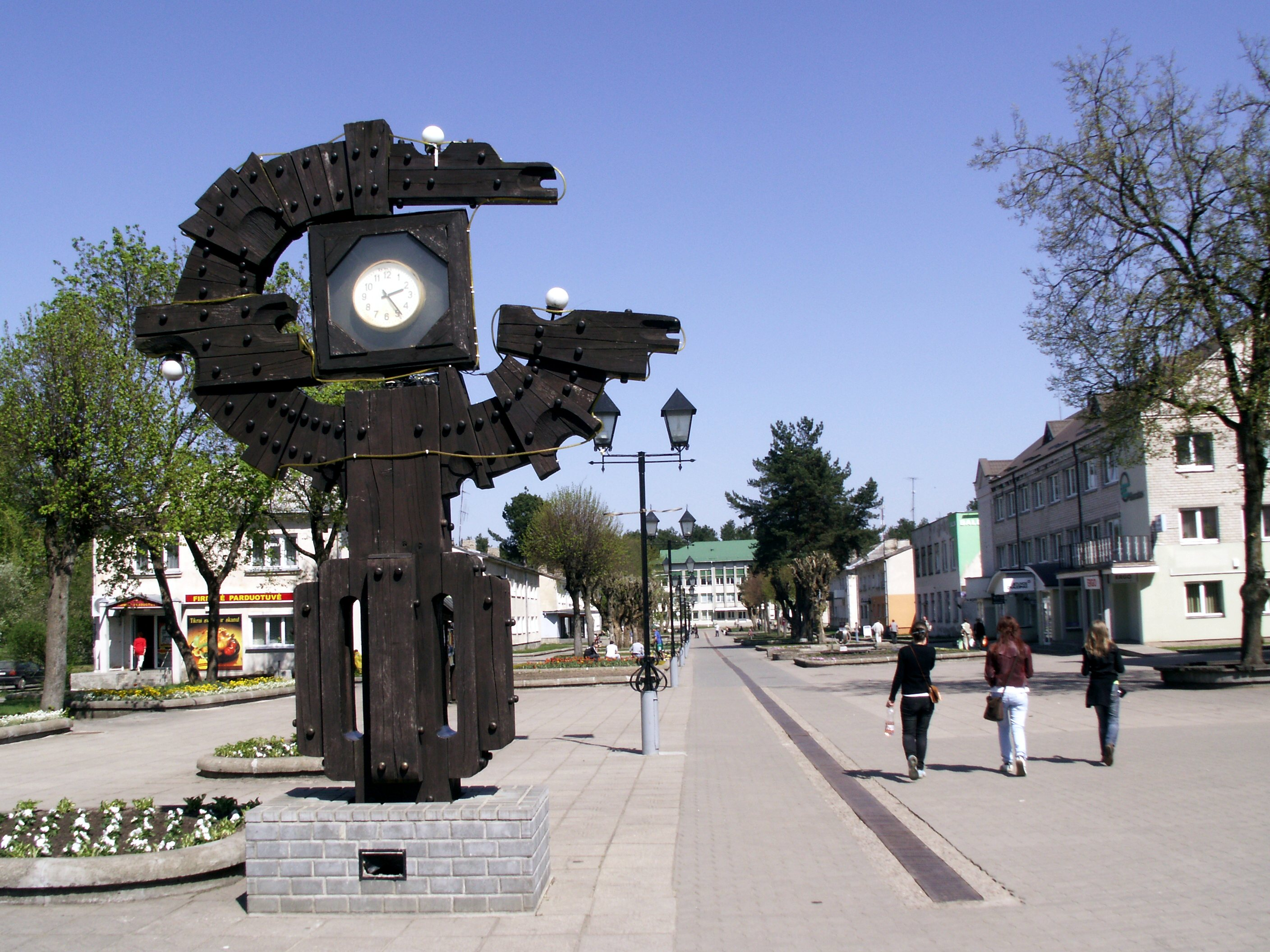
Stadtzentrum von Varėna
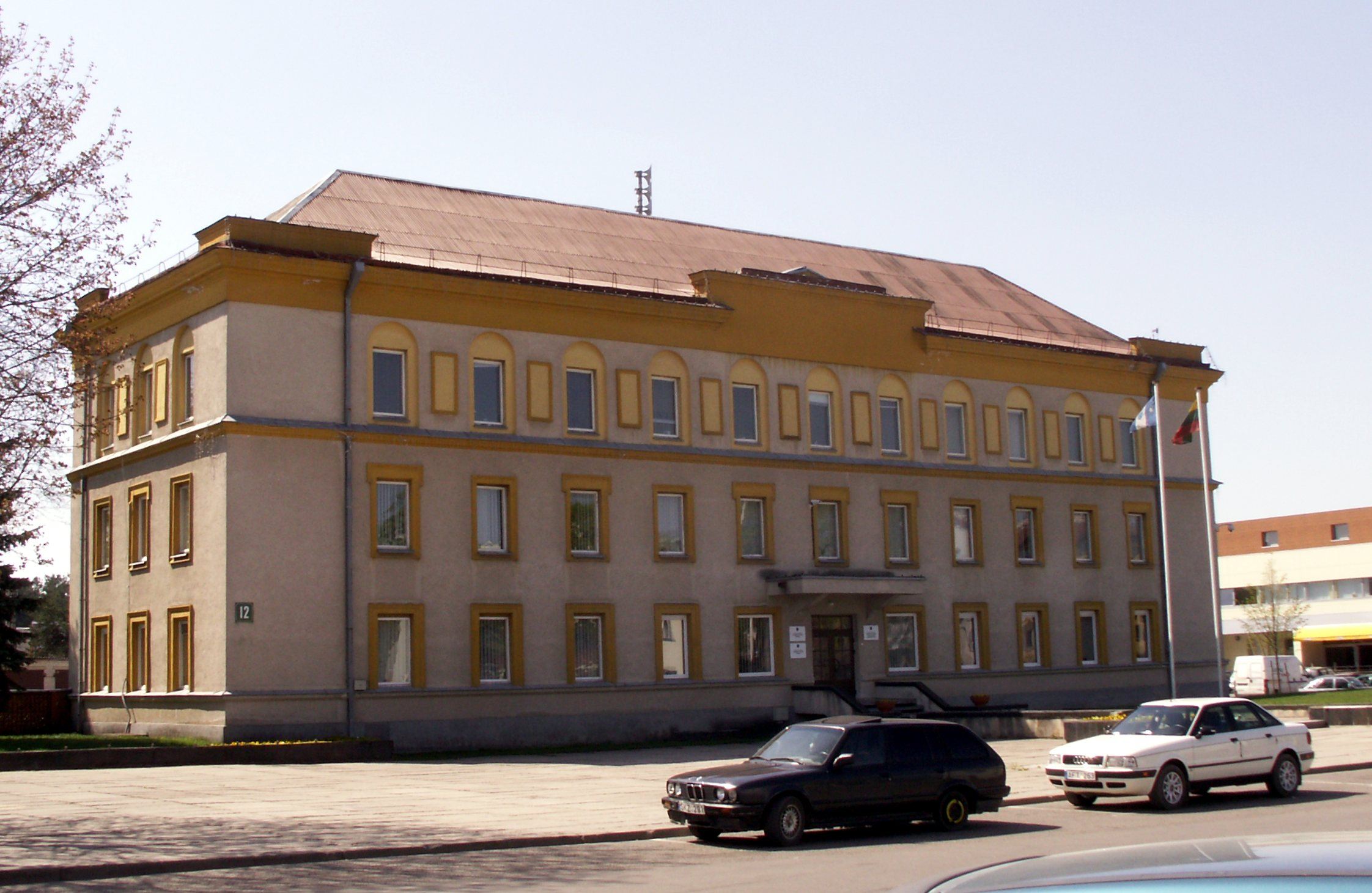
Rathaus Varėna
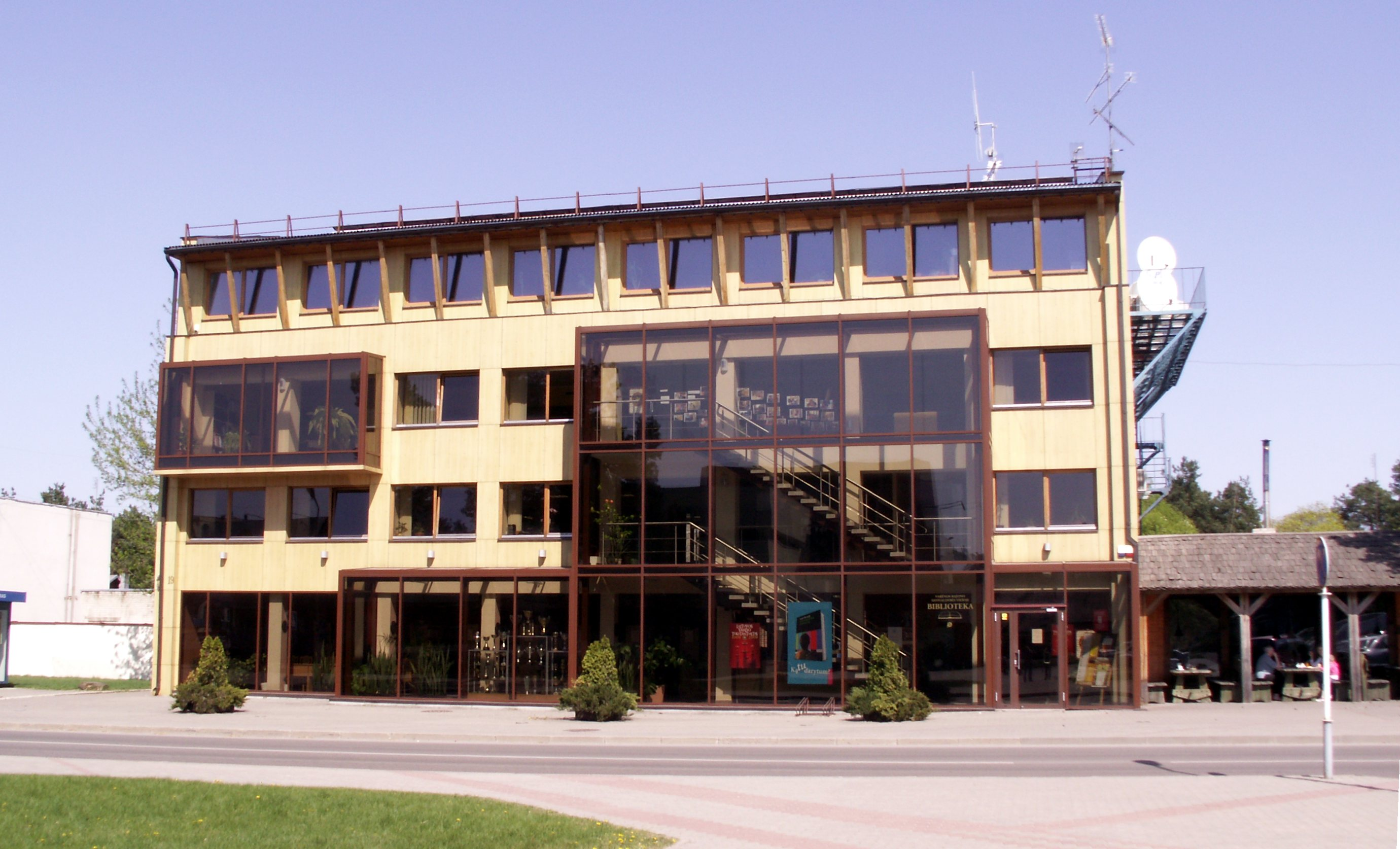
Stadtbibliothek
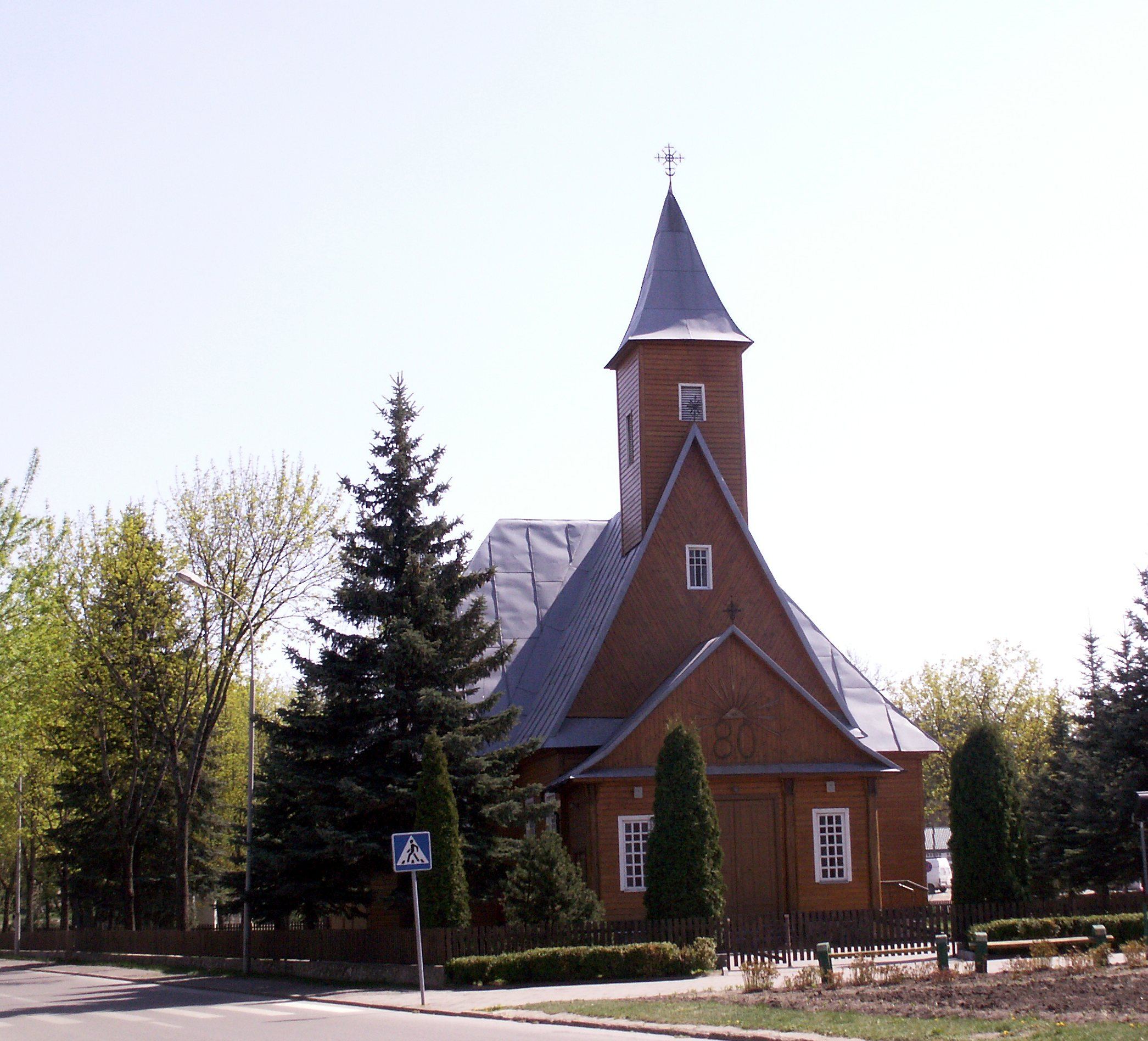
Erzengel-Michael-Kirche, erbaut 1919, 1933 erweitert
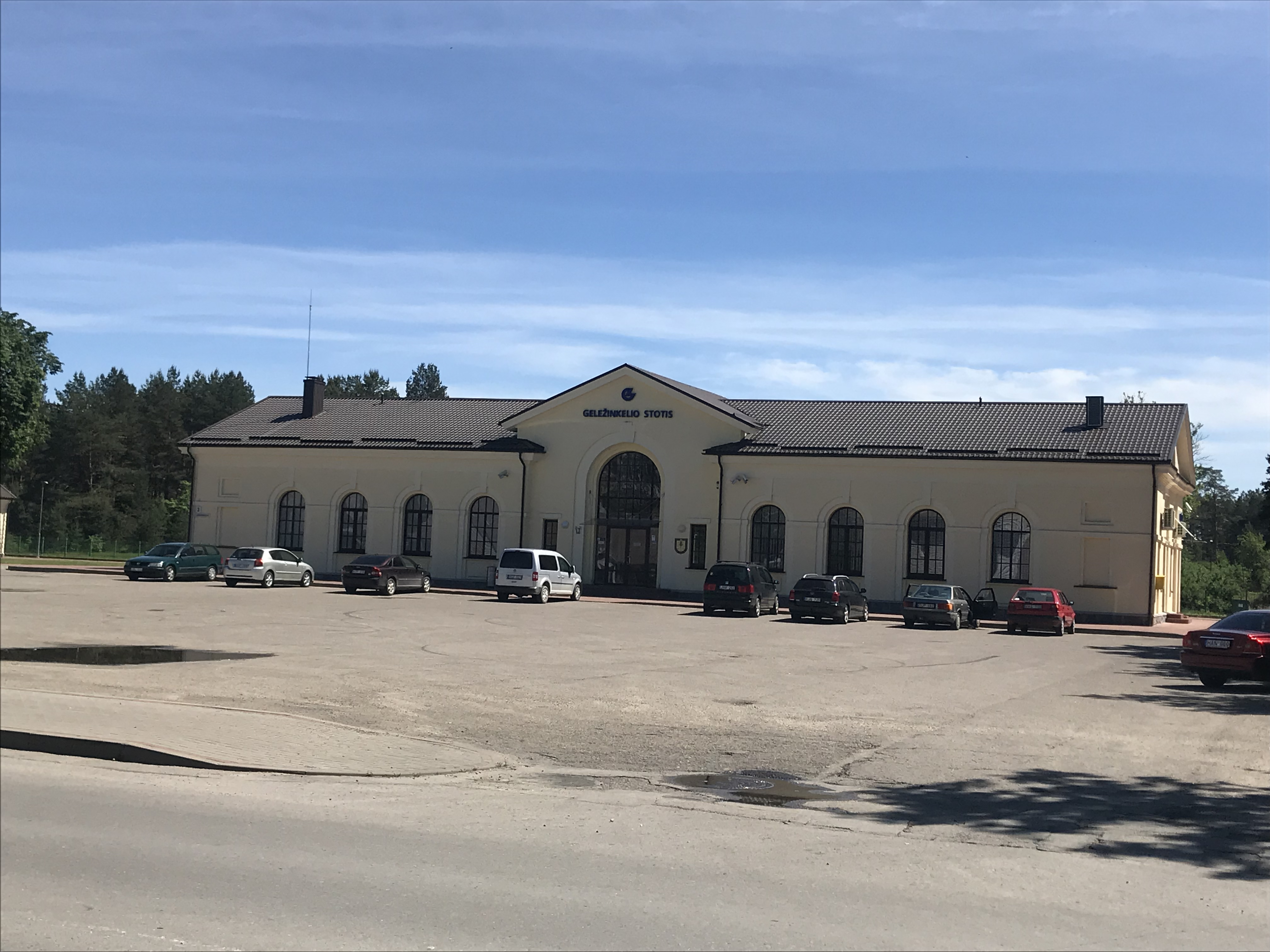
Bahnhof Varėna

## Rajongemeinde
siehe separater Artikel Rajongemeinde Varėna

## Partnerstädte
- Prenzlau, Land Brandenburg
- Mikołajki (Nikolaiken), Polen
- Nesterow (Stallupönen), Russland
- Skurup, Schweden

## Töchter und Söhne
- Mikalojus Konstantinas Čiurlionis (1875–1911), litauischer Komponist, Pianist und Maler
- Stasys Vėlyvis (1938–2023), Rechtswissenschaftler
- Ausra Fridrikas (* 1967), Handballspielerin
- Mindaugas Kalonas (* 1984), Fußballspieler
- Martynas Katelynas (* 1995), Politiker, Mitglied des Seimas